# Szálang-hágó
A Szálang-hágó (perzsa nyelven: كتل سالنگ Kotal-e Sālang) az egyik legfontosabb kapcsolat Kabul és Észak-Afganisztán között a Hindukus hegységben. Jelenleg a Szálang-alagúton keresztül halad át a hegységen 3400 méter magasan. Az alagutat a szovjetek építették 1964-ben.

## Képek

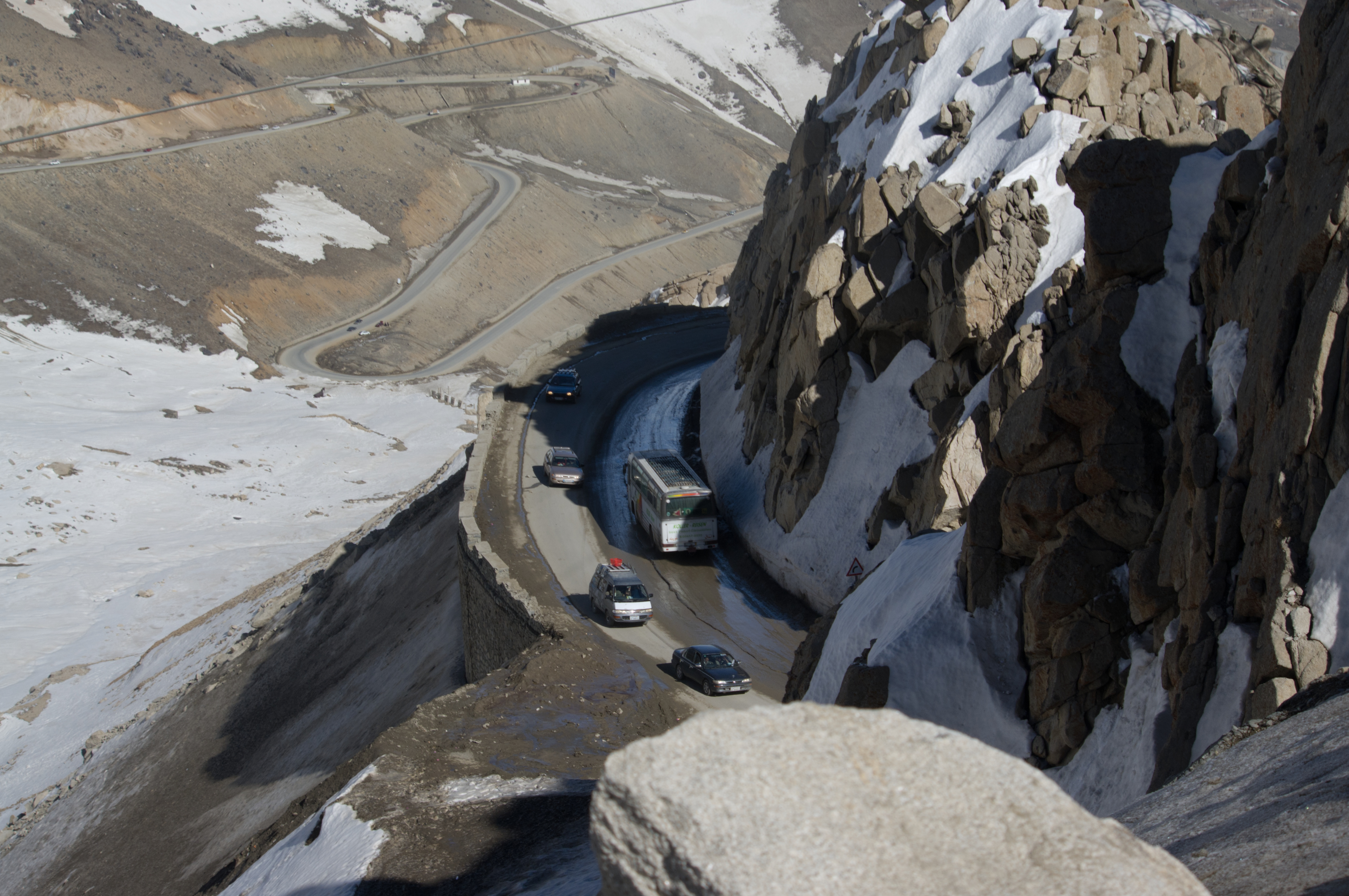
A hágó útja
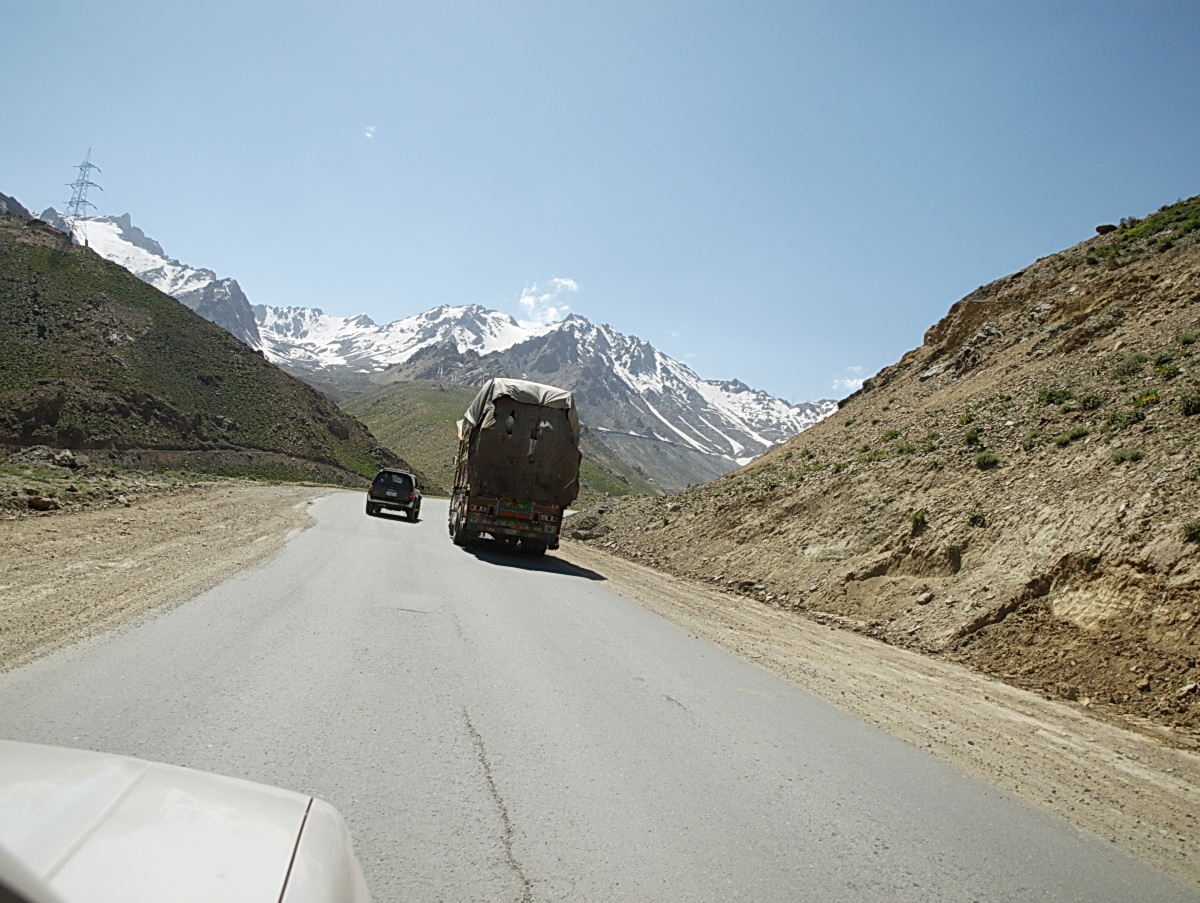
A hágó útja
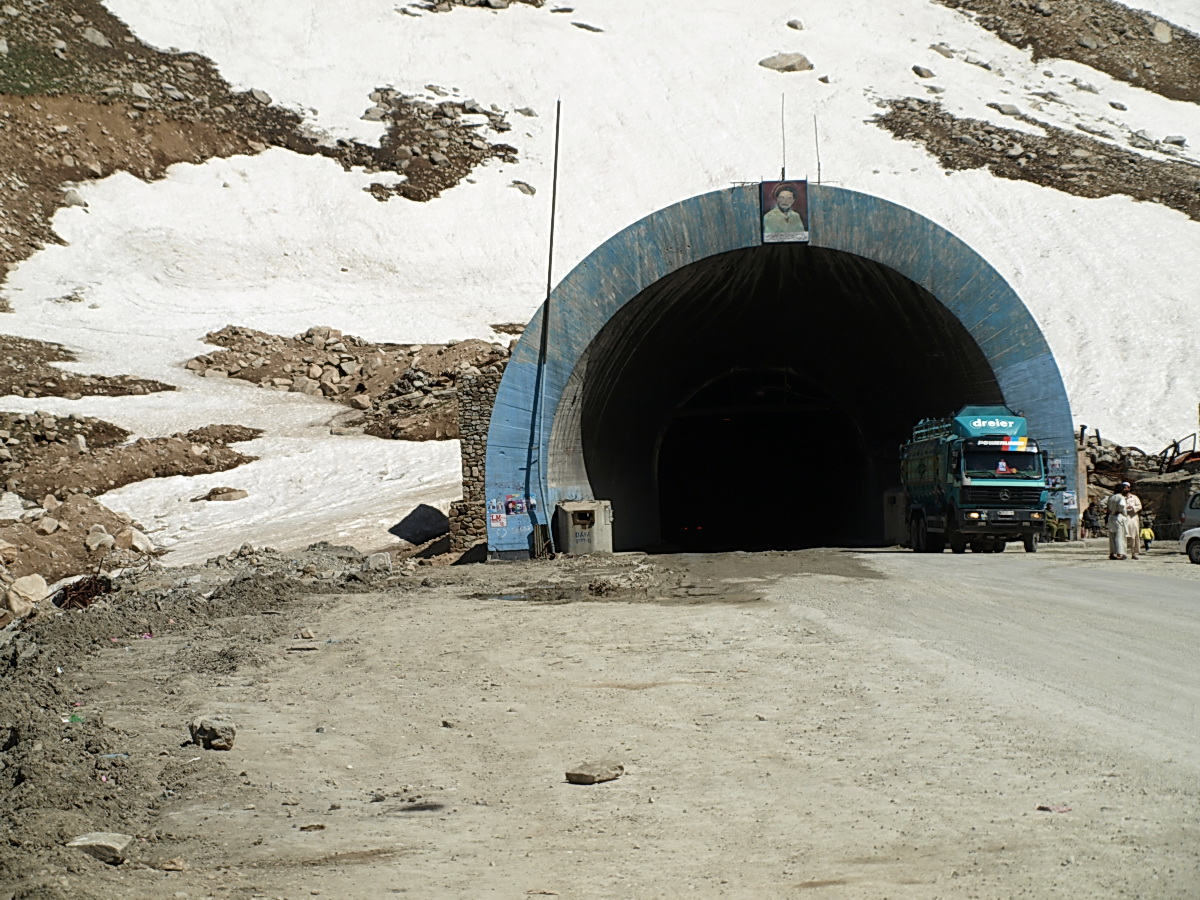
A Szálang-alagút bejárata (2009)
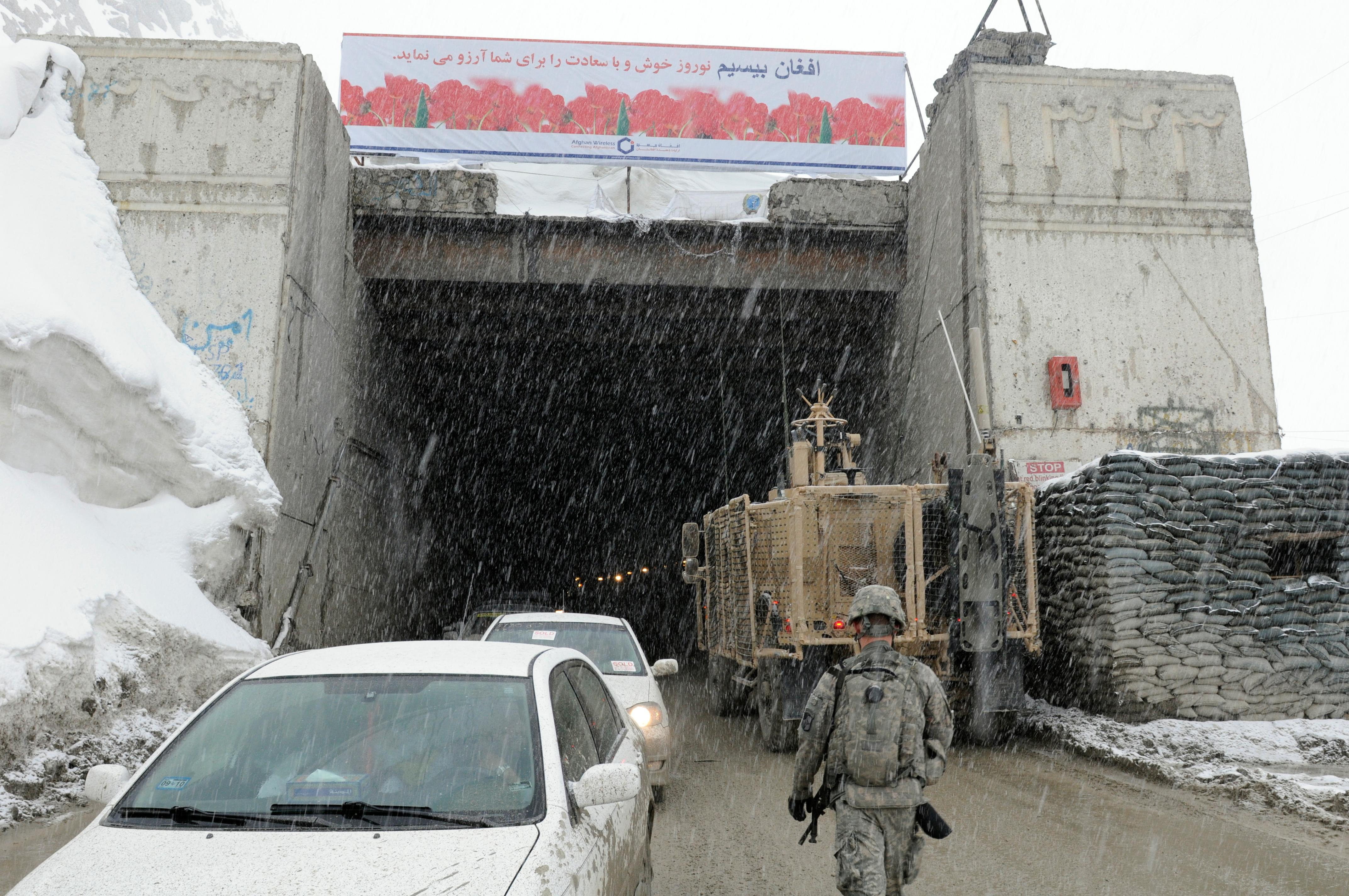
Amerikai katona a Szálang-alagút bejárata előtt (2011)
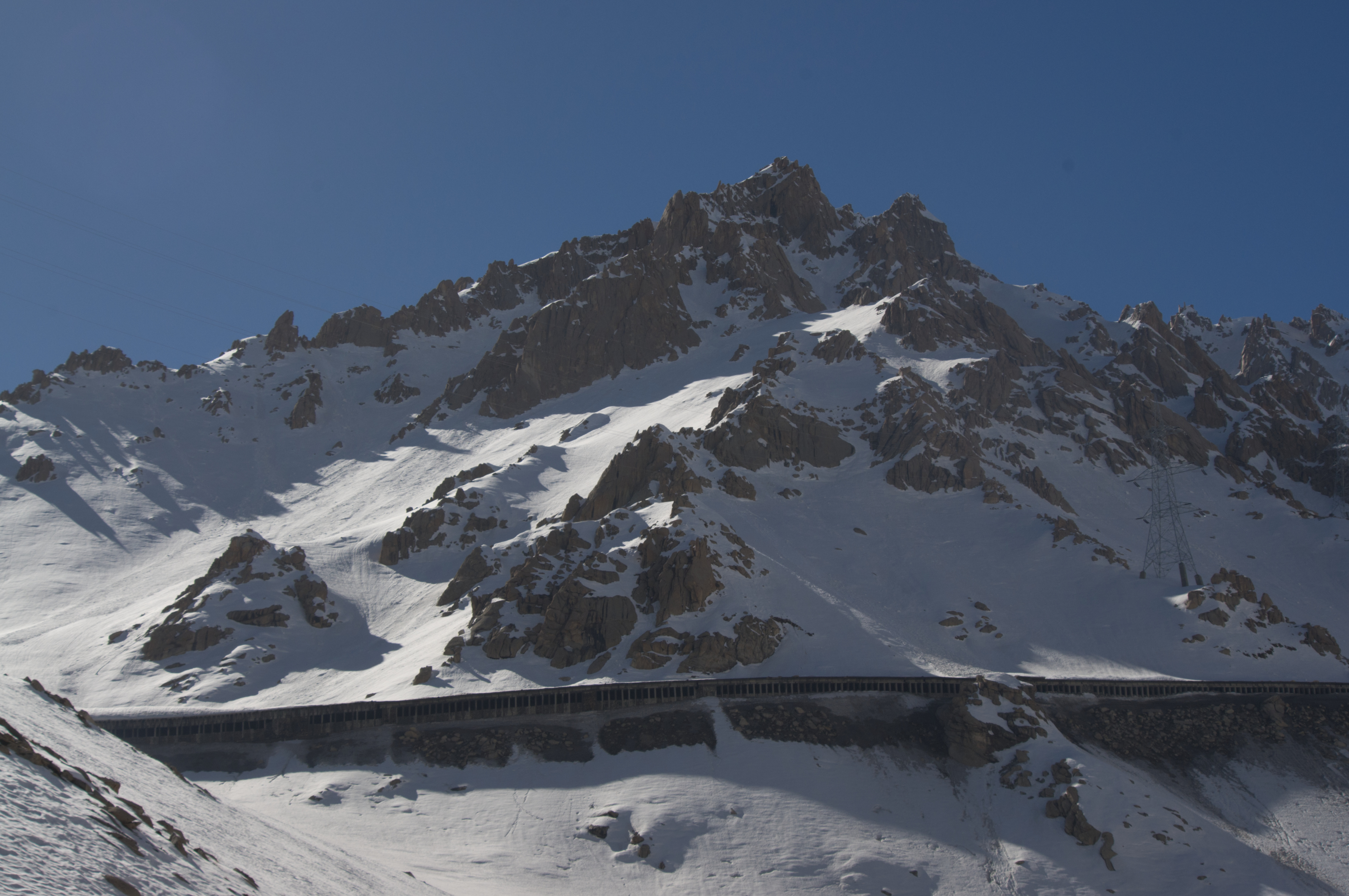
Az alagút kívülről